# Guy Kawasaki
Pour les articles homonymes, voir Kawasaki.
Guy Kawasaki (né en 1954 à Honolulu) est un des premiers responsables marketing chez Apple en 1984. C'est à lui qu'on doit le concept d‘evangelism aux nouvelles technologies ; il a promu les produits de la marque Apple parce qu'ils étaient conçus pour aider les utilisateurs. Après avoir quitté Apple, il a été PDG de ACIUS, qui a produit le logiciel 4e dimension. Il a aussi créé l'entreprise Fog City Software. Il a très récemment lancé un site propageant des rumeurs, Truemors et Alltop, service de page thématique d'actualité dans un style graphique proche de Netvibes. 
Américain d'origine japonaise, Kawasaki est né à Honolulu, Hawaii, où il a étudié dans la prestigieuse école d'Iolani. Il possède un B.A. en psychologie de l'Université Stanford et un MBA de l'Université de Californie à Los Angeles. 
Actuellement[Quand ?], il est le PDG de Garage Technology Ventures, une société de capital-risque spécialisée dans les entreprises de haute technologie situées dans la Silicon Valley, Californie. 
Il est à l'origine de la règle PowerPoint des 10/20/30 ; 10 diapos, 20 minutes (durée) et 30 points (taille de la police),.
Depuis le 24 mars 2015, il est membre du conseil d'administration de la Wikimedia Fondation.
En avril 2017, il est — avec Jeff Jarvis, Lawrence Lessig et Lily Cole — l'un des conseillers du projet de plateforme d'information Wikitribune lancé par Jimmy Wales,.